# Buchheide (Templiner Forst)
Buchheide (Templiner Forst) este o arie protejată (arie specială de conservare — SAC, sit de importanță comunitară — SCI) din Germania întinsă pe o suprafață de 566,87 ha, integral pe uscat.

## Localizare
Centrul sitului Buchheide (Templiner Forst) este situat la coordonatele 53°04′24″N 13°30′09″E / 53.0733°N 13.5025°E.

## Înființare
Situl Buchheide (Templiner Forst) a fost declarat sit de importanță comunitară în februarie 1999 pentru a proteja 5 specii de animale. Situl a fost protejat și ca arie specială de conservare în octombrie 1990.

## Biodiversitate
Situată în ecoregiunea continentală, aria protejată conține 3 habitate naturale: Păduri de fag Asperulo-Fagetum, Păduri acidofile de stejar bătrân cu Quercus robur pe câmpii nisipoase, Mlaștini împădurite.
La baza desemnării sitului se află mai multe specii protejate:
- amfibieni (1): buhai de baltă cu burta roșie (Bombina bombina)
- mamifere (4): castor (Castor fiber), vidră de râu (Lutra lutra), liliac cu urechi mari (Myotis bechsteinii), liliac comun (Myotis myotis)